# Díszes ecsetcincér
A díszes ecsetcincér (Pogonocherus decoratus) a cincérfélék családjába tartozó, Európában honos, fenyőkön élő bogárfaj. 

## Megjelenése
A díszes ecsetcincér testhossza 4-6 mm. Az előtor oldalaiból egy-egy tompa tüske áll ki, a szárnyfedők oldalvonalai kb. a kétharmadukig párhuzamosak. Alapszíne fekete, de testét sűrű, szürkés-barnás szőrözet fedi. A szárnyfedők harmadánál széles, nagyon rézsútos világos sáv található, amely csak középen határolt élesebben és a szegélyt nem éri el; a vállborda mentén elmosódott. Mögötte keskenyebb fekete csík látszik. Szárnyfedői rokonaiénál sokkal laposabbak, hátul a csúcs felé laposan lejtősek, szőrözete egyenletesebb, világosabb, kevésbé foltos. A szárnyfedők bordái gyengén fejlettek. A fejtetőn a szemek mögött nincs sötétbarna szőrfolt.  

## Elterjedése és életmódja
Európa mérsékelt övi zónájában honos az Ibériai-félszigettől Nyugat-Oroszországig. A Brit-szigetekről hiányzik. Magyarországon ritka, többek között Sopron, Veszprém, Balatonlelle, Porva, Budapest környékén ismertek állományai. 
Lárvája fenyők (főleg erdeifenyő és a Pinus nemzetség többi tagja, de luc és jegenyefenyő is) vékonyabb (kb. 1 cm vastag) elhalt ágaiban él. Eleinte a kéreg alatt rág, majd mélyebbre húzódik a fába és végül horog alakú bábkamrában bebábozódik. Fejlődése két évig tart. Az imágó nyár végén kel ki és az avarban vagy kéregrepedésekben áttelel. Kora tavasztól június közepéig rajzanak, többnyire a fenyők ágain tartózkodnak. 

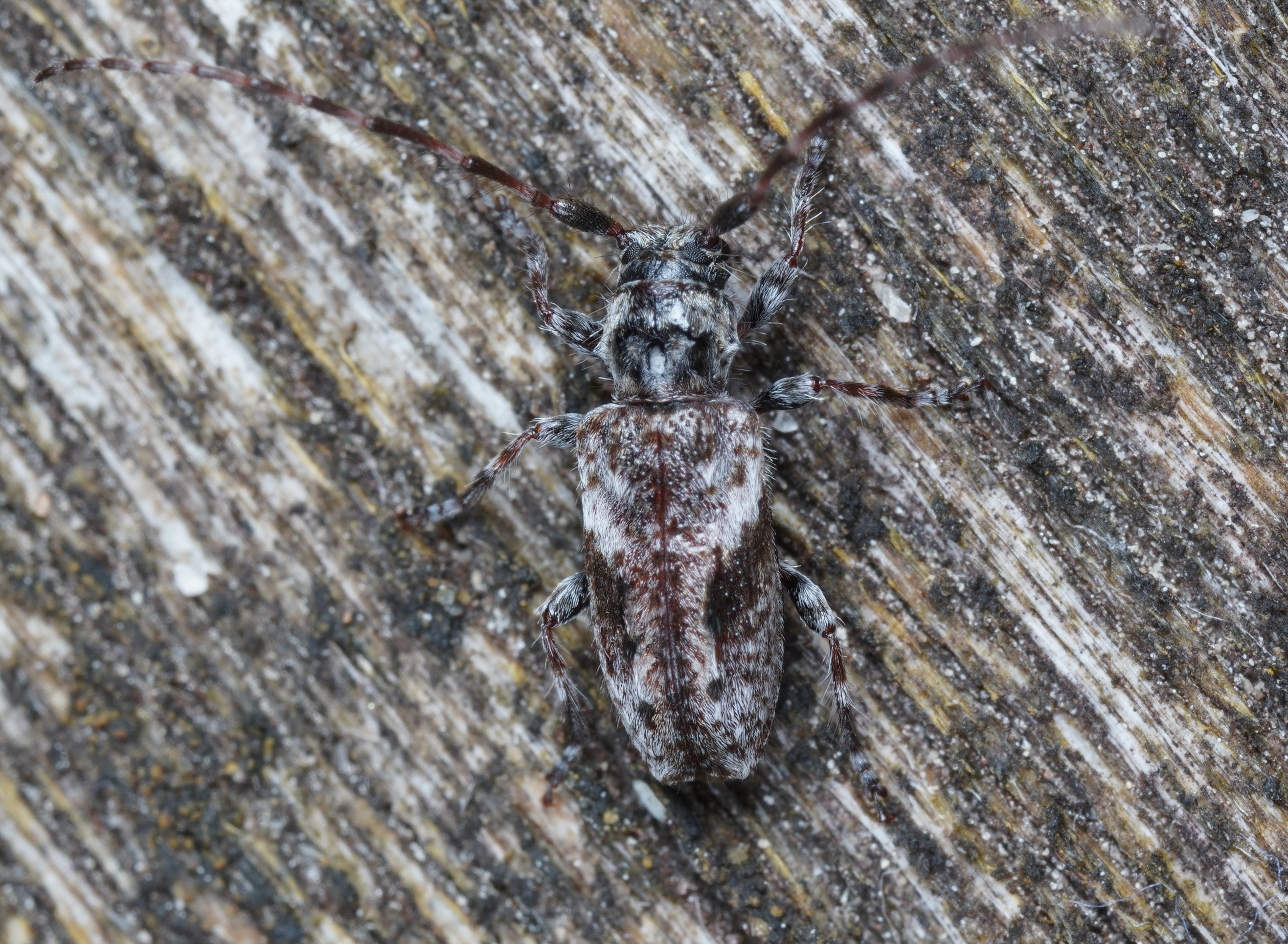
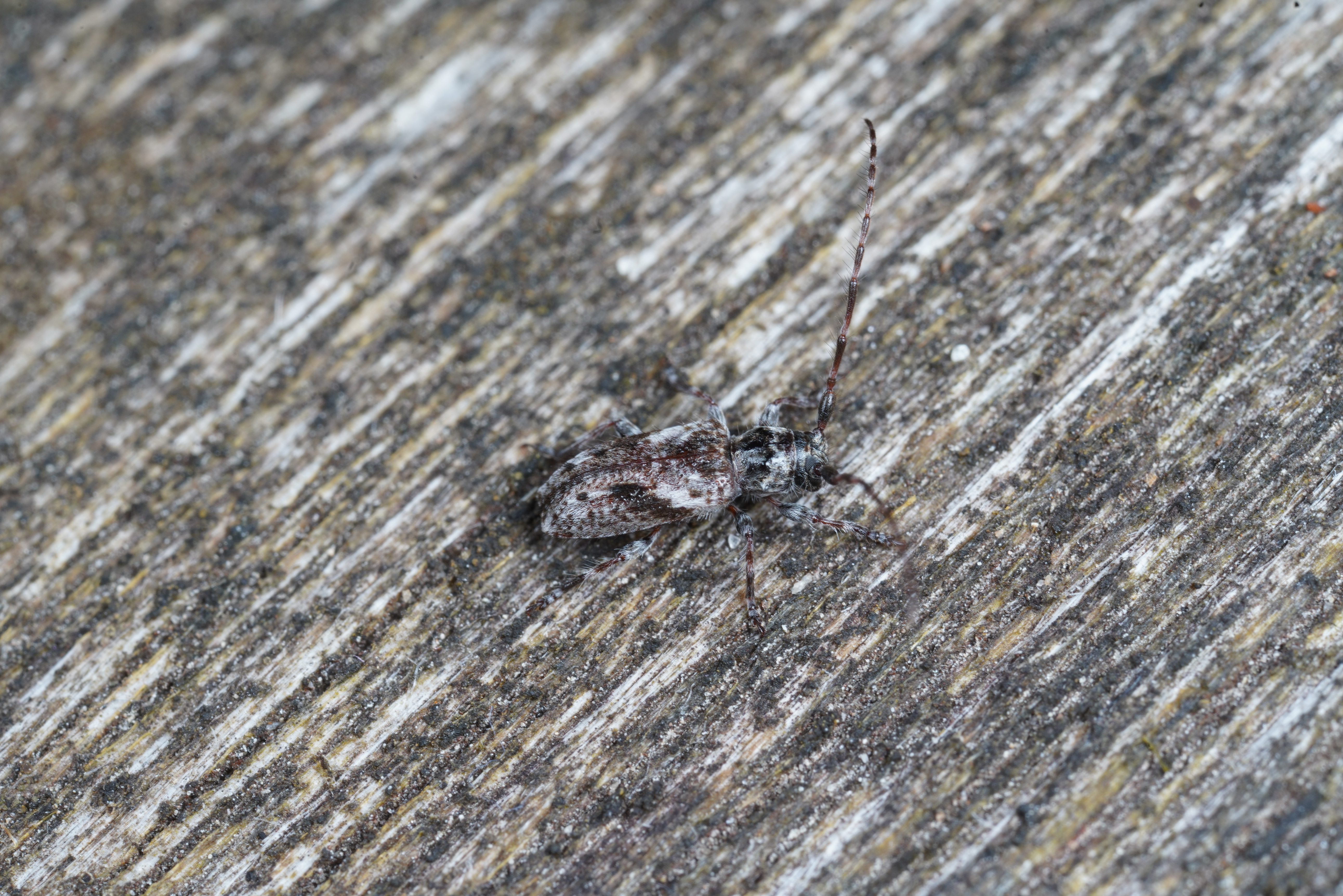

Magyarországon nem védett.